# Trest smrti v Jordánsku
Trest smrti v Jordánsku je legální forma trestu. V letech 2006 až 2014 v zemi platilo moratorium na trest smrti, to však bylo na konci roku 2014 zrušeno poté, co bylo popraveno 11 lidí. Další dvě popravy byly vykonány v roce 2015, v roce 2017 bylo popraveno 15 lidí a v roce 2021 jeden člověk. V Jordánsku se popravuje oběšením. Dříve bylo legální i zastřelení odsouzence popravčí četou. Mezi trestné činy, za které v Jordánsku hrozí nejvyšší trest patří vražda, znásilnění, terorismus, loupež s přitěžujícími okolnostmi, obchod s drogami, nelegální vlastnění či použití zbraně, válečné zločiny, vlastizrada a špionáž.

## Historie
Od roku 2000 do roku 2006, kdy začalo platit moratorium na trest smrti, bylo v Jordánsku popraveno 41 lidí za vraždu, terorismus či sexuální delikty. V roce 2005 jordánský král Abdalláh II. prohlásil, že by v koordinaci s Evropskou unií rád upravil jordánský trestní zákoník a že by se země mohla stát první zemí na Blízkém východě, která by přestala používat trest smrti. Následující rok bylo na trest smrti uvaleno moratorium. V letech 2008 a 2010 se Jordánsko zdrželo hlasování o moratoriu OSN na trest smrti. V roce 2014 vytvořil jordánský vládní kabinet komisi, která měla zhodnotit možnost obnovení uplatňování trestu smrti.
Dne 21. prosince 2014 bylo oběšeno jedenáct mužů, kteří byli v letech 2005 až 2006 odsouzeni za vraždu. Jednalo se o první popravy v zemi od června 2006. Od té doby byly vyneseny desítky rozsudků smrti. Krátce před vykonáním poprav v roce 2014 prohlásil Husajn Majali, že by trest smrti mohl být obnoven kvůli probíhající debatě ve společnosti. Mínění veřejnosti se přiklánělo k tomu, že neuplatňování trestu smrti vedlo k nárůstu kriminality. Organizace zabývající se lidskými právy obnovení poprav kritizovalo.
Dne 4. února 2015, krátce poté, co vyšlo najevo, že jordánský pilot Maáz Kasásba byl zabit islámským státem, popravilo Jordánsko za terorismus Sadžidu Rishawi a Ziada Karboulyho. V únoru 2016 místní média uvedla, že vládní výbor doporučil vykonání popravy ve 13 z 80 prošetřovaných případů.
Ráno 7. března 2017 bylo popraveno 15 osob, 10 z nich za terorismus a ostatní za vraždy a znásilnění nezletilých. Ti, kteří byli odsouzeni za terorismus se podíleli na bombovém útoku na jordánské velvyslanectví v Bagdádu v roce 2003, který si vyžádal desítky mrtvých, na útoku v Ammánu v roce 2006, při kterém byl zabit turista, na zmařeném spiknutí v Irbidu v roce 2016, které mělo v plánu bombové útoky na několik civilních cílů, na útoku na zpravodajské důstojníky v roce 2016, který si vyžádal pět obětí a na atentátu na jordánského spisovatele Naheda Hattara v roce 2016.
V roce 2017 čekalo na popravu v cele smrti 120 lidí, z toho bylo 12 žen. Dne 4. srpna 2021 byl oběšen muž za upálení své libanonské manželky.

## Soudní proces
U všech případů, ve kterých byl vynesen trest smrti, je automaticky podáno odvolání. Podle článku 93 jordánské ústavy nemůže být žádný rozsudek smrti vykonán bez ratifikace jordánským králem. Tyto rozsudky mu jsou předkládány radou ministrů spolu s jejich názorem na daný případ.
K trestu smrti nemohou být odsouzeny osoby mladší osmnácti let, těhotné ženy, duševně nemocní a mentálně retardovaní lidé.